# Prova d'Estat d'Accés a l'Advocacia
La Prova d'Estat d'Accés a l'Advocacia, Prova d'Accés a la Professió d'Advocat o, simplement, Prova d'Accés, és una prova obligatòria per a poder accedir a la professió d'advocat a Espanya, mitjançant la qual s'aconsegueix el Títol Professional d'Advocat i es pot exercir l'advocacia. La prova es realitza després del Màster d'Accés a l'Advocacia i la passantia jurídica, conegut col·loquialment com "el MIR jurídic".
Amb vigor de la Llei 34/2006, de 30 d'octubre, sobre l'accés a les professions d'Advocat i Procurador dels Tribunals i l'aprovació del seu reglament en virtut del Reial decret 775/2011, de 3 de juny, pel qual s'aprova el Reglament de la Llei 34/2006, de 30 d'octubre, sobre l'accés a les professions d'Advocat i Procurador dels Tribunals, es va modificar el sistema d'accés a la professió d'advocat.
El nou accés a l'advocacia que es va instaurar a Espanya amb aquesta reforma legal es basa actualment en el següent:
- Grau en Dret
- Màster en Accés a l'Advocacia (habilitant)
- Passantia Jurídica
- Prova d'Estat d'Accés a l'Advocacia

Després dels 6 anys de formació i aprovar la prova d'accés, s'obté el títol professional d'advocat, amb el qual es pot col·legiar i exercir l'advocacia, després de fer el jurament deontològic i jurar la constitució espanyola.

## La prova d'accés
La primera vegada que es va realitzar la prova d'accés a l'advocacia dins del nou marc d'accés a l'advocacia va ser al maig de 2014, sota el Govern de Mariano Rajoy, amb el decret de convocatòria del Ministre de Justícia Alberto Ruiz-Gallardón.
Segons l'article 17 del Reial decret 775/2011 l'examen és escrit i consta de dues parts que es realitzen en el mateix dia. El primer exercici consistirà en una prova objectiva de contestacions o respostes múltiples i el segon exercici de l'avaluació consistirà a resoldre un cas pràctic prèviament triat per l'aspirant entre diverses alternatives.
La prova d'avaluació té una durada total de 4 hores i consisteix en:
- 50 preguntes sobre «Matèries comunes a l'exercici de la professió d'advocat».
- 25 preguntes sobre «Matèries específiques» segons l'especialitat jurídica (civil i mercantil, penal, administratiu i contenciós-administratiu, i laboral)
- A més, el qüestionari inclou sis preguntes de reserva per a l'apartat «Matèries comunes exercici de la professió d'advocat» i dos per cada especialitat jurídica de l'apartat «Matèries específiques».

El resultat final de la Prova estatal és una qualificació de "Apte" o "No apte", sense resultat numèric. El resultat de la prova es pondera amb el Màster d'Accés a l'Advocacia i Pràctica Jurídica, sent la prova un 70% i el màster un 30% del resultat final.
L'advocacia va demanar fa molts anys un examen per a regular l'accés a l'advocacia pel gran nombre de professionals de l'advocacia que hi havia, però molts s'han pres aquest "MIR jurídic" com un sedàs que limita les possibilitats d'exercir. En 2017 davant moltes queixes de diferents col·lectius de l'advocacia ratllant l'examen de "fàcil", el Ministre de Justícia Rafael Catalá va endurir l'examen, però així i tot no va acontentar l'advocacia i el Ministre va dir que prendria mesures i pujaria el grau de dificultat. Aquest any 2017 va haver-hi 5.400 aspirants a la prova d'accés.
Una altra polèmica va sorgir pel lloc i l'idioma de realització de les proves. Al principi, l'examen només es podia realitzar a Madrid i en castellà. Els residents que vivien lluny i/o que van estudiar la formació jurídica en algun dels idiomes cooficials es van queixar, per la qual cosa es van habilitar altres seus per a fer les proves.
La polèmica lingüística de la prova d'accés va ser denunciada pel conseller de Justícia Carles Mundó entre d'altres.